# Ellery Balcombe
Ellery Ronald Balcombe (Watford, 15 ottobre 1999) è un calciatore inglese, portiere del Brentford.

## Carriera

### Club
Ha giocato a livello giovanile con Bedford Panthers, Stevenage e Brentford; il 15 ottobre 2016, giorno del suo diciassettesimo compleanno, ha firmato il suo primo contratto professionistico con il club londinese, con cui tre settimane più tardi ha anche ricevuto (complice un problema fisico subito da Jack Bonham a causa di un incidente in automobile) la sua prima convocazione in prima squadra, per una partita della seconda divisione inglese nel derby cittadino contro il Fulham. Continua poi a giocare nelle giovanili delle Bees anche negli anni successivi, ricevendo una nuova convocazione in prima squadra (per una partita di FA Cup contro il Notts County, in cui rimane in panchina) il 6 gennaio 2018.
Nel giugno del 2018 Balcombe firma un nuovo contratto quadriennale con il Brentford, entrando a far parte in modo definitivo della prima squadra dei londinesi; il 6 agosto 2018 viene ceduto in prestito fino al 1º gennaio 2019 al Boreham Wood, club della quinta divisione inglese, con il quale gioca in totale 8 partite (tutte in campionato). Nella seconda metà della stagione rimane in rosa al Brentford, nuovamente in seconda divisione, senza però mai scendere in campo in partite ufficiali. Il 2 settembre 2019 viene ceduto in prestito per un anno al Viborg, club militante nella seconda divisione danese: qui nel corso dell'annata pur non essendo titolare fisso riesce comunque a disputare in totale 8 partite in competizioni ufficiali (tutte in campionato), tornando poi al Brentford per la stagione 2020-2021, nella quale fa da terzo portiere (dietro a David Raya e Luke Daniels) al Brentford, sempre nella seconda divisione inglese; il 6 gennaio 2021, subito dopo aver prolungato di ulteriori quattro anni e mezzo il suo contratto con i londinesi, viene ceduto in prestito fino a fine stagione al Doncaster, club di terza divisione: con i Vikings gioca spesso da titolare, totalizzando complessivamente 15 partite in campionato e 2 partite in FA Cup. Nell'estate seguente lascia il Brentford (nel frattempo neopromosso in prima divisione) per passare al Burton Albion (nuovamente in terza divisione): qui non riesce a togliere il posto al titolare Ben Garratt, tanto che il 4 gennaio 2022 il prestito dopo sole 3 presenze (tutte nel Football League Trophy) viene prematuramente interrotto; il successivo 31 gennaio passa sempre in prestito ai londinesi del Bromley, in quinta divisione: qui oltre a giocare 15 partite in campionato scende in campo in 4 occasioni in FA Trophy, competizione che il club vince. Trascorre poi integralmente in prestito anche la stagione 2022-2023 (10 presenze in quarta divisione al Crawley Town seguite da 8 presenze in terza divisione ai Bristol Rovers), mentre nella stagione 2023-2024 torna a giocare al Brentford, in prima divisione, come terzo portiere, dietro a Mark Flekken ed a Thomas Strakosha: il 29 agosto 2023, a quasi sette anni di distanza dalla sua prima convocazione in prima squadra, riesce finalmente ad esordire in competizioni ufficiali con le Bees, disputando un incontro di Coppa di Lega contro i gallesi del Newport County, in quella che di fatto è anche la sua unica presenza stagionale. Nella stagione 2024-2025 gioca in prestito nella prima divisione scozzese, prima al St. Mirren (club con cui oltre a 21 partite di campionato ha giocato anche 4 incontri nei turni preliminari di Conference League) e successivamente al Motherwell, con cui ha subito 22 reti in 12 partite di campionato giocate.

### Nazionale
Ha giocato numerose partite con le nazionali giovanili inglesi Under-18, Under-19 ed Under-20; in particolare, ha partecipato al Campionato europeo di calcio Under-19 2018 ed a due edizioni del Torneo Maurice Revello, manifestazione che nel 2017 ha anche vinto. Ha inoltre ricevuto anche numerose convocazioni nella nazionale inglese Under-21, nella quale non è però mai sceso in campo.
Essendo i suoi genitori originari di Saint Vincent e Grenadine sarebbe in teoria convocabile anche dalla nazionale di tale Paese.

## Palmarès

### Club

#### Competizioni giovanili
- Milk Cup: 1

Brentford: 2012

#### Competizioni nazionali
- FA Trophy: 1

Bromley: 2021-2022

### Nazionale
- Torneo Maurice Revello: 1

2017